# あがた森魚
あがた 森魚（あがた もりお、1948年9月12日 - ）は、日本のフォークシンガー、シンガーソングライター、映画監督、俳優、エッセイスト。北海道留萌市出身。埼玉県川口市在住。本名は山縣 森雄（やまがた もりお）。函館ラ・サール高等学校卒業、明治大学中退。所属はDargelos。

## 略歴
父は運輸省海運局に勤務し、父の転勤で北海道留萌市で生まれ、生後間もなく小樽に移り、小学3年から青森で、中学からは函館で育った。
小樽の入船小学校に通っていたころ、担任だった教諭の佐藤敬子に薦められて観たディズニー映画「海底二万哩」（1955年日本公開）主人公のネモ船長が人生初のヒーローとなる。
1965年、函館ラ・サール高校2年の夏、ラジオで聴いたボブ・ディランの「ライク・ア・ローリング・ストーン」に衝撃を受け、作詞作曲を始める。
退職した父が家族で横浜に住みたいと言いだしたため、家族と共に上京し、一年浪人後、明治大学に進学。1969年12月　URCレコード事務所へ赴き、早川義夫らの前で歌い、早川に薦められ、1970年1月「IFC前夜祭」で初ステージに立つ。
1970年3月、鈴木慶一と出会い、「アンクサアカス」を結成（バンド名・メンバーは変動し、のち、あがた森魚とはちみつぱいへと発展）。斉藤哲夫、野澤享司らとも親交を深める。
1971年8月、中津川フォークジャンボリーにあがた森魚と蜂蜜ぱいとして参加。春一番コンサートにも同様の組み合わせで参加。これを観たキングレコードのディレクター・三浦光紀にスカウトされ、三浦が1972年、キングレコード内に設立したベルウッド第一弾アーティストとしてメジャーデビュー。
1972年4月25日、林静一の同名漫画を題材としたシングル「赤色エレジー」で50万枚を売り上げるヒットになり広く知られるようになる。
あがたはよしだたくろうや、泉谷しげる、友部正人とともに"ニュー・フォーク四人の旗手"と呼ばれた。あがたは演歌と見まがう歌唱で、"フォーク界の異端児"と呼ばれた。また、先行するよしだたくろうたちとは違い、あがたはテレビに進んで出た。「赤色エレジー」の大ヒットは「11PM」（日本テレビ／読売テレビ）の出演がきっかけ。アングラの企画で呼ばれたが、着るものがなくてちびた下駄履きで出たら、大橋巨泉が面白がりからかわれた。すると色々な番組から出演オファーが来て、「小川宏ショー」（フジテレビ）や「夜のヒットスタジオ」（フジテレビ）など、呼ばれた番組に全て出演した。
1972年の段階では"よしだたくろうと並ぶフォークの旗手"という位置付けだったが、よしだたくろうがテレビの出演拒否をやり、他のフォーク系シンガーもそれに続く中、あがたは1972年秋に「僕はもともとフォーク歌手と名乗ったことはない。歌謡曲が好きだったが、なりゆき上、フォーク歌手としてデビューしただけ」と、アングラ・フォークは世を忍ぶ仮の姿だと公表し、歌謡曲歌手に変身すると発表した。もっと稼げる筈と計算した所属レコード会社が、年末の賞レースに向け、ジーパン・下駄履きの小汚いあがたスタイルでは、大衆にアピールできないと計算したもので、「もっと稼いで海外旅行にも行きたい」「マンションに住み、運転手付きのクルマを持ってもフォークは歌える」と考えたあがたの商売っ気と意見が一致した。当時のマスメディアは、フォーク歌手に敵意を抱いていたため、「テレビのコマーシャルに出て何が悪い」と開き直ったよしだたくろうと好一対だと揶揄した。
そこで得た収益を元手に1974年、製作・脚本・監督・主演・音楽を兼ねた『僕は天使ぢゃないよ』を製作。商業的に失敗し多額の借金を背負う。
世間から忘れ去られて5年が経った1981年、女性2人を加えた7人編成のニューウェイヴ・
バンド「ヴァージンVS」を結成。下駄履き、ギターを抱えたイメージのあがたが、少年アニメの主人公のようなユニフォームにレーザーガンを抱え、ギンギラギンにメーキャップした変身ぶりに音楽関係者は唖然とした。自身A児と名乗りテクノポップを展開、1990年には「雷蔵」なども結成。ニュー・ウェーブからワールドミュージックまで視野を広げた。
1990年代半ばには、月刊漫画「ガロ」に映画「オートバイ少女」手帖 と題する随筆を連載していた。
肉体賛美主義者、自然主義者で、食事から健康法にいたるまでナチュラル志向であり、自然治癒力を強く信じている。このため風邪をひいても薬は飲まず、よほどではない限り医者へは行かない。歯だけはそうもいかず、1993年ころに歯医者を訪れ、現代医学の進歩に驚く。その際に、だめになった歯が補修や抜歯をするしかないことに、改めて自分自身が肉体崇拝者であることを思い知らされる。歯を1本抜いたところ、非常な郷愁に駆られた。
師匠として、ボブ・ディランと稲垣足穂を挙げている。
2000年以降は、『佐藤敬子先生はザンコクな人ですけど(2001年)』『タルホロジー(2007年)』リリース、2008年、60歳を迎えライヴツアー「惑星漂流60周年！」を全国各地で展開。ライヴ盤、カヴァーアルバムなどを含め、40枚あまりのアルバムを発表するかたわら、映画監督や役者としても活動。
2007年から月刊日記映画を毎月制作、上映会も行い、全国で精力的にライヴを展開している。現在、デビューからの45年史をまとめた自主制作ドキュメンタリー映画「アガタカメラ〜佐藤敬子先生を探して」の制作を進めている。
2009年2月22日、記念イベント『Zipang Boyz號の一夜』を開催。同年10月ドキュメンタリー映画『あがた森魚ややデラックス』が制作された。
2012年、デビュー40周年記念アルバム『女と男のいる舗道』（映画音楽のカヴァー集）リリースや記念コンサートを開催。
2013年、FUJI ROCK FESTIVAL'13に出演。
2014年・2015年にはフィル・スペクター、ボブ・ディランとの出会いから50年を振り返ったアルバム『浦島64』『浦島65BC』をリリース。
2019年7月17日から8月8日まで、北海道新聞夕刊紙上で「私のなかの歴史」を連載。
2022年7月20日には、ベストアルバム「ボブ・ディランと玄米」発売。9月22日には、あがた森魚「50周年音楽會 渋谷公会堂」が開催される。

## その他
- 西岡恭蔵の楽曲「春一番」「街行き村行き」にバック・コーラスで参加する。アルバム『街行き村行き』、『ライヴ!!はっぴいえんど』収録。
- はちみつぱいのライヴアルバムにゲスト・ヴォーカルで参加する。
- 1970年頃、フェアポート・コンヴェンションのファンを公言しキングレコードから1972年発売の日本国内盤には解説を寄稿（レコード番号ICL-31）、伴奏を務めていたはちみつぱいには武川雅寛が在籍したことから編曲アレンジにはフェアポート・コンヴェンションの影響がみられる楽曲がある。
- 「ヴァージンVS」というユニットに“A児”と名乗ってリード・ヴォーカルで参加していた。テレビアニメうる星やつらのエンディング曲「星空サイクリング」、フジテレビドラマ「翔んだライバル」のエンディング曲「さらば青春のハイウェイ-Good-Bye My Friend-」等。ヴァージンVSは変名　“A児”で公然の「覆面バンド」を装い、「コズミック・サイクラー(または「星空サイクリング」）は、テレビ放映から広い知名度のある楽曲になったがテクノポップ･アレンジの音楽方向性違いと印象ギャップから当時あがた森魚とは気がつかない人々が多かった。2018年ファンとの雑談では(リップサービス含みで)ヴァージンVSの楽曲を再演したい、と話した。
- 北海道文化放送の「夢人類」というテーマで、北海道ローカルのキャンペーンソングをつくっていた。
- NHKの人形劇『バケルノ小学校ヒュードロ組』の主題歌の「バケルノ小学校校歌」を歌っている（『あがた森魚の世界史B#7 シングルB面等/コンピレーション収録集』にてCD化）。
- 1994年には、フジテレビのバラエティ番組『タモリのSUPERボキャブラ天国』であがたを取り扱ったネタが複数採用され、その度にあがたがVTRで登場、一時準レギュラーのような扱いになっていた時期があった。
- 代表作である「赤色エレジー」の作曲者は八洲秀章とされているが、実際の作曲者はあがた森魚である。この曲が八洲秀章が作曲した「あざみの歌」と似ているということで、キングレコードの判断によって八洲秀章の作曲とされた。しかし両曲を聞き比べると似ているのは冒頭部分のみであり、実際には全く別の曲である。
- あがた森魚に昔から尊敬の意を表明している吉井和哉のシングル「バッカ」のPVに特別出演している。また、吉井が在籍したバンドTHE YELLOW MONKEYのトリビュートアルバム『THIS IS FOR YOU〜THE YELLOW MONKEY TRIBUTE ALBUM』（2009年）ではあがたが「4000粒の恋の唄」をカヴァーしている。
- 元ちとせが「冬のサナトリウム」と「最后のダンスステップ」、ヴァージンVSのナンバー「百合コレクション」のカヴァーをしている。
- るりが2002年にリリースしたアルバム『るり式』にて「冬のサナトリウム」のカヴァーをしている。
- 縁の地の一つ、小樽市では二年に一度の恒例公演を継続している（2018年現在）。

## ディスコグラフィ
ヴァージンVSはヴァージンVS#作品、雷蔵は雷蔵#作品を参照。

### シングル
| 発売日                 | 面                   | タイトル                                               | 規格                 | 規格品番             |
| 自主制作盤             | 自主制作盤           | 自主制作盤                                             | 自主制作盤           | 自主制作盤           |
| ---------------------- | -------------------- | ------------------------------------------------------ | -------------------- | -------------------- |
| 1971年12月25日         | A                    | うた絵本 赤色エレジー                                  | EP                   | -                    |
| 1971年12月25日         | B                    | 清怨夜楽                                               | EP                   | -                    |
| ベルウッドレコード     |                      |                                                        |                      |                      |
| 1972年4月25日          | A                    | 赤色エレジー                                           | EP                   | OF-1                 |
| 1972年4月25日          | B                    | ハートのクィーン                                       | EP                   | OF-1                 |
| 1972年11月25日         | A                    | 清怨夜曲                                               | EP                   | OF-7                 |
| 1972年11月25日         | B                    | 大道芸人                                               | EP                   | OF-7                 |
| 1973年10月25日         | A                    | 永遠のマドンナK                                        | EP                   | OF-20                |
| 1973年10月25日         | B                    | トーキー街の少女「街の君」                             | EP                   | OF-20                |
| 1974年4月5日           | A                    | 昭和柔侠伝の唄（最后のダンス・ステップ）シングル用MIX  | EP                   | OF-23                |
| 1974年4月5日           | B                    | 組曲「噫無情」                                         | EP                   | OF-23                |
| 1975年12月5日          | A                    | 僕は天使ぢゃないよ                                     | EP                   | OF-34                |
| 1975年12月5日          | B                    | 一郎のテーマ                                           | EP                   | OF-34                |
| フィリップス・レコード |                      |                                                        |                      |                      |
| 1976年2月5日           | A                    | 函館ハーバーセンチメント                               | EP                   | FW-1014              |
| 1976年2月5日           | B                    | 山田長政                                               | EP                   | FW-1014              |
| KITA Records           |                      |                                                        |                      |                      |
| 1979年7月              | A                    | アカシアの雨がやむとき 亡きAに捧げるタンゴアカシアーノ | EP                   | KT0001               |
| 1979年7月              | B                    | 花嫁人形                                               | EP                   | KT0001               |
| 日本コロムビア         |                      |                                                        |                      |                      |
| 1987年6月21日          | 1                    | ジュリエッタの夏                                       | 8cmCD                | CA-5003              |
| 1987年6月21日          | 2                    | ブエノス・アイレスの冬休み                             | 8cmCD                | CA-5003              |
| 1987年6月21日          | 3                    | ホッホホーイのうた                                     | 8cmCD                | CA-5003              |
| 1987年6月21日          | 4                    | ぼくの生まれた港                                       | 8cmCD                | CA-5003              |
| 1988年9月1日           | 1                    | 太陽のラルティーグ                                     | EP                   | TD-1188              |
| 1988年9月1日           | 2                    | 続・日曜だってダメよ                                   | 8cmCD                | 10CA-8065            |
| メルダック             |                      |                                                        |                      |                      |
| 1993年10月5日          | 1                    | サイレント・イヴ                                       | 8cmCD                | MEDA-11001           |
| 1993年10月5日          | 2                    | 禁区                                                   | 8cmCD                | MEDA-11001           |
| 1993年10月5日          | 3                    | サイレント・イヴ（オリジナル・カラオケ）               | 8cmCD                | MEDA-11001           |
| Kitty Records          |                      |                                                        |                      |                      |
| 1995年3月15日          | 1                    | キットキット!!遠く遠く!!                               | 8cmCD                | KTDR-2124            |
| 1995年3月15日          | 2                    | ハリスの旋風                                           | 8cmCD                | KTDR-2124            |
| 1995年3月15日          | 3                    | キットキット!!遠く遠く!!（オリジナル・カラオケ）       | 8cmCD                | KTDR-2124            |
| TDK                    |                      |                                                        |                      |                      |
| 1996年2月25日          | 第七東映アワー       | 第七東映アワー                                         | 第七東映アワー       | 第七東映アワー       |
| 1996年2月25日          | 1                    | 霧のステーションデパート                               | 8cmCD                | TDCT-1127            |
| 1996年2月25日          | 2                    | トリカゴの街                                           | 8cmCD                | TDCT-1127            |
| 1996年2月25日          | 3                    | ノワールの唇                                           | 8cmCD                | TDCT-1127            |
| 1996年2月25日          | 4                    | 七面鳥のパパたちへ                                     | 8cmCD                | TDCT-1127            |
| 2009年10月1日          | 1                    | るるもっぺべいぶるう                                   | 配信                 | -                    |
| SUPER FUJI             |                      |                                                        |                      |                      |
| 2011年02月23日         | 1                    | うた絵本 赤色エレジー                                  | CD                   | FJSP-117             |
| 2011年02月23日         | 2                    | 清怨夜楽                                               | CD                   | FJSP-117             |
| HMV record shop        |                      |                                                        |                      |                      |
| 2014年8月9日           | A                    | 夢が叶えられる街では                                   | EP                   | HSC-0007             |
| 2014年8月9日           | B                    | 昭和ミナトマチ3バンチ                                  | EP                   | HSC-0007             |
| 2014年8月29日          | 夢が叶えられる街では | 夢が叶えられる街では                                   | 夢が叶えられる街では | 夢が叶えられる街では |
| 2014年8月29日          | 1                    | 夢が叶えられる街では                                   | CD                   | QPHZ-009             |
| 2014年8月29日          | 2                    | 昭和ミナトマチ3バンチ                                  | CD                   | QPHZ-009             |
| 2014年8月29日          | 3                    | 悪魔ニナル練習                                         | CD                   | QPHZ-009             |
| 2014年8月29日          | 4                    | 太陽のコニーアイランド                                 | CD                   | QPHZ-009             |
| 2015年4月18日          | A                    | 悪魔ニナル練習                                         | EP                   | HSC-0008             |
| 2015年4月18日          | B                    | 太陽のコニーアイランド                                 | EP                   | HSC-0008             |
| Bridge                 |                      |                                                        |                      |                      |
| 2022年11月16日         | A                    | サブマリン                                             | EP                   | BRIDGE365            |
| 2022年11月16日         | B                    | エアプレイン                                           | EP                   | BRIDGE365            |

### アルバム

#### オリジナル・アルバム
| 発売日         | アルバム                                                                          | レーベル                    | 規格  | 規格品番      |
| -------------- | --------------------------------------------------------------------------------- | --------------------------- | ----- | ------------- |
| 1970年8月4日   | 蓄音盤                                                                            | 自主制作                    | LP    | MA-100        |
| 1997年         | 蓄音盤                                                                            | VIVID SOUND                 | LP    | VSLP-4017     |
| 1999年         | 蓄音盤                                                                            | VIVID SOUND                 | CD    | CHOPD-067     |
| 2007年6月20日  | 蓄音盤                                                                            | VIVID SOUND                 | CD    | RATCD-4371    |
| 2022年6月22日  | 蓄音盤                                                                            | SUPER FUJI                  | CD    | FJSP456       |
| 1972年9月10日  | 乙女の儚夢 オリジナルは観音開仕様のジャケット。購入者向けに冊子が通信販売された。 | Bellwood Records            | LP    | OFL-5         |
| 1979年         | 乙女の儚夢 オリジナルは観音開仕様のジャケット。購入者向けに冊子が通信販売された。 | Bellwood Records            | LP    | SKM-7016      |
| 1987年7月5日   | 乙女の儚夢 オリジナルは観音開仕様のジャケット。購入者向けに冊子が通信販売された。 | キングレコード              | LP    | K28A-811      |
| 1987年7月5日   | 乙女の儚夢 オリジナルは観音開仕様のジャケット。購入者向けに冊子が通信販売された。 | キングレコード              | CD    | K30X 181      |
| 1990年4月5日   | 乙女の儚夢 オリジナルは観音開仕様のジャケット。購入者向けに冊子が通信販売された。 | キングレコード              | CD    | KICS 2011     |
| 1995年4月5日   | 乙女の儚夢 オリジナルは観音開仕様のジャケット。購入者向けに冊子が通信販売された。 | キングレコード              | CD    | KICS 8107     |
| 2000年2月4日   | 乙女の儚夢 オリジナルは観音開仕様のジャケット。購入者向けに冊子が通信販売された。 | キングレコード              | CD    | KICS 8806     |
| 2007年9月21日  | 乙女の儚夢 オリジナルは観音開仕様のジャケット。購入者向けに冊子が通信販売された。 | SUPER FUJI                  | CD    | FJSP-25       |
| 2012年10月3日  | 乙女の儚夢 オリジナルは観音開仕様のジャケット。購入者向けに冊子が通信販売された。 | キングレコード              | CD    | KICS-2556     |
| 2014年         | 乙女の儚夢 オリジナルは観音開仕様のジャケット。購入者向けに冊子が通信販売された。 | キングレコード              | CD    | KIJS-90011    |
| 2017年9月20日  | 乙女の儚夢 オリジナルは観音開仕様のジャケット。購入者向けに冊子が通信販売された。 | キングレコード              | UHQCD | KICS 2632     |
| 1974年3月25日  | 噫無情（レ・ミゼラブル） 松本隆プロデュース                                       | Bellwood Records            | LP    | OFL-22        |
| 1979年         | 噫無情（レ・ミゼラブル） 松本隆プロデュース                                       | Bellwood Records            | LP    | SKM-7017      |
| 1987年7月5日   | 噫無情（レ・ミゼラブル） 松本隆プロデュース                                       | Bellwood Records            | CD    | K30X 182      |
| 1990年4月5日   | 噫無情（レ・ミゼラブル） 松本隆プロデュース                                       | Bellwood Records            | CD    | KICS 2012     |
| 1995年4月5日   | 噫無情（レ・ミゼラブル） 松本隆プロデュース                                       | Bellwood Records            | CD    | KICS 8108     |
| 2007年9月21日  | 噫無情（レ・ミゼラブル） 松本隆プロデュース                                       | SUPER FUJI                  | CD    | FJSP-26       |
| 1976年1月25日  | 日本少年（ヂパング・ボーイ） 細野晴臣プロデュース                                 | マリオ/ニュー・モーニング   | LP    | FW-8001-02    |
| 1986年         | 日本少年（ヂパング・ボーイ） 細野晴臣プロデュース                                 | Vivid Sound                 | CD    | VS2-1523      |
| 1988年10月25日 | 日本少年（ヂパング・ボーイ） 細野晴臣プロデュース                                 | Japan Record                | CD    | 25JC-340~341  |
| 1994年9月25日  | 日本少年（ヂパング・ボーイ） 細野晴臣プロデュース                                 | Japan Record                | CD    | TKCA-70487    |
| 2002年10月25日 | 日本少年（ヂパング・ボーイ） 細野晴臣プロデュース                                 | Tokuma Japan Communications | CD    | TKCA-72464    |
| 1977年8月25日  | 君のことすきなんだ 矢野誠プロデュース                                             | フィリップス                | LP    | S-7022        |
| 1998年11月25日 | 君のことすきなんだ 矢野誠プロデュース                                             | Japan Record                | CD    | 25JC-348      |
| 1994年9月25日  | 君のことすきなんだ 矢野誠プロデュース                                             | Japan Record                | CD    | TKCA-70486    |
| 2012年10月10日 | 君のことすきなんだ 矢野誠プロデュース                                             | Tower To The People         | CD    | TJJC-30002    |
| 1980年4月      | 乗物図鑑 阿木譲プロデュース                                                       | Vanity Records              | LP    | vanity 0005   |
| 1986年         | 乗物図鑑 阿木譲プロデュース                                                       | Chop Records                | LP    | CHOP 1201     |
| 2007年2月20日  | 乗物図鑑 阿木譲プロデュース                                                       | Bridge Inc.                 | CD    | BRIDGE-078    |
| 2022年10月28日 | 乗物図鑑 阿木譲プロデュース                                                       | Mesh-Key                    | CD    | mesh-key 026  |
| 2022年11月16日 | 乗物図鑑 阿木譲プロデュース                                                       | Bridge Inc.                 | CD    | BRIDGE364     |
| 2022年12月2日  | 乗物図鑑 阿木譲プロデュース                                                       | Mesh-Key                    | CD    | 843563154946  |
| 1985年11月30日 | 永遠の遠国                                                                        | 永遠製菓                    | LP    | AAE-1001~1003 |
| 1986年4月25日  | 永遠の遠国の歌                                                                    | Kitty Records               | LP    | 22MS-0101     |
| 1986年4月25日  | 永遠の遠国の歌                                                                    | Kitty Records               | CD    | H30K 20031    |
| 1999年3月17日  | 永遠の遠国の歌                                                                    | Kitty Records               | CD    | KTCR-1627/8   |
| 2018年6月13日  | 永遠の遠国の歌                                                                    | ユニバーサルミュージック    | CD    | UPCY-9749/50  |
| 1987年1月21日  | バンドネオンの豹（ジャガー） 和田博巳プロデュース                                 | 日本コロムビア              | LP    | AF-7438       |
| 1987年1月21日  | バンドネオンの豹（ジャガー） 和田博巳プロデュース                                 | 日本コロムビア              | CD    | 33CA-1351     |
| 1992年         | バンドネオンの豹（ジャガー） 和田博巳プロデュース                                 | 日本コロムビア              | CD    | COCA-9980     |
| 1993年10月21日 | バンドネオンの豹（ジャガー） 和田博巳プロデュース                                 | 日本コロムビア              | CD    | COCA-11108    |
| 2007年10月24日 | バンドネオンの豹（ジャガー） 和田博巳プロデュース                                 | 日本コロムビア              | CD    | COCP-34523    |
| 1987年10月21日 | バンドネオンの豹と青猫                                                            | 日本コロムビア              | LP    | AF-7465       |
| 1987年10月21日 | バンドネオンの豹と青猫                                                            | 日本コロムビア              | CD    | 33CA-1831     |
| 2007年10月24日 | バンドネオンの豹と青猫                                                            | 日本コロムビア              | CD    | COCP-34524    |
| 1988年4月25日  | Album#1977 1977年発売の「君のことすきなんだ」と当時のデモテープ音源集             | Vivid Sound                 | LP    | CHOP-1210     |
| 1988年9月1日   | ミッキーオの伝説                                                                  | 日本コロムビア              | CD    | 32CA-2571     |
| 2007年10月24日 | ミッキーオの伝説                                                                  | 日本コロムビア              | CD    | COCP-34525    |
| 1994年1月26日  | ピロスマニア海へ行く                                                              | Kitty Records               | CD    | KTCR-1251     |
| 2018年6月13日  | ピロスマニア海へ行く                                                              | ユニバーサルミュージック    | CD    | UPCY-9752     |
| 1995年7月26日  | 24時の惑星                                                                        | Kitty Records               | CD    | KTCR-1322     |
| 1996年3月25日  | 第七東映アワー                                                                    | TDKコア                     | CD    | TDCT-1128     |
| 1999年3月17日  | 永遠の遠国（二十世紀完結編）                                                      | ユニバーサルミュージック    | CD    | UPCY-9749     |
| 1999年12月1日  | 日本少年2000系                                                                    | Kitty Records               | CD    | KTCR-1666/7   |
| 2018年6月13日  | 日本少年2000系                                                                    | ユニバーサルミュージック    | CD    | UPCY-9753/4   |
| 2001年11月21日 | 佐藤敬子先生はザンコクな人ですけど                                                | ユニバーサルミュージック    | CD    | UMCK-1069     |
| 2018年6月13日  | 佐藤敬子先生はザンコクな人ですけど                                                | ユニバーサルミュージック    | CD    | UPCY-9755     |
| 2004年8月10日  | ギネオベルデ（青いバナナ）                                                        | Bridge Inc.                 | CD    | ROUTE1        |
| 2007年9月20日  | タルホロジー                                                                      | Bridge Inc.                 | CD    | EGDS26        |
| 2011年2月14日  | 俺の知らない内田裕也は俺の知ってる宇宙の夕焼け                                    | Qpola Purple Hz             | CD    | QPHZ001       |
| 2011年9月21日  | 誰もがエリカを愛してる                                                            | Qpola Purple Hz             | CD    | QPHZ002       |
| 2012年5月9日   | COBALT TARUPHONIC 音楽文庫 第1〜3集                                               | Vivid Sound                 | CD    | VSCD-3393     |
| 2012年12月20日 | ぐすぺり幼年期                                                                    | Qpola Purple Hz             | CD    | QPHZ005       |
| 2013年12月24日 | すぴかたいず                                                                      | HMV Record Shop             | LP    | QPHZ009       |
| 2014年3月10日  | すぴかたいず                                                                      | Qpola Purple Hz             | CD    | QPHZ008       |
| 2014年11月15日 | 浦島64                                                                            | HMV Record Shop             | LP    | QPHZ010       |
| 2014年3月10日  | 浦島64                                                                            | Qpola Purple Hz             | CD    | QPHZ011       |
| 2015年7月20日  | 浦島65BC                                                                          | Qpola Purple Hz             | CD    | QPHZ013       |
| 2015年11月25日 | 浦島 mini XX 浦島三部作からのスペシャルセレクション                               | Qpola Purple Hz             | CD    | QPHZ014       |
| 2015年11月30日 | 浦島65XX                                                                          | Qpola Purple Hz             | CD    | QPHZ015       |
| 2016年11月18日 | 近代ロック                                                                        | Bridge Inc.                 | CD    | BRIDGE244     |
| 2018年12月26日 | 理想の靴下と船                                                                    | Qpola Purple Hz             | CD    | QPHZ016       |
| 2019年12月18日 | 観光おみやげ 第三惑星                                                             | Qpola Purple Hz             | CD    | QPHZ018       |
| 2020年12月12日 | 浦島2020                                                                          | Qpola Purple Hz             | CD    | QPHZ020       |
| 2021年12月22日 | 浦島二千十年代選集                                                                | Qpola Purple Hz             | CD    | QPHZ021       |
| 2021年12月29日 | わんだぁるびぃ 2021                                                               | Qpola Purple Hz             | CD    | QPHZ023       |
| 2023年1月11日  | わんだぁるびぃ 2022                                                               | Qpola Purple Hz             | CD    | QPHZ024       |
| 2024年1月17日  | 遠州灘2023                                                                        | Qpola Purple Hz             | CD    | QPHZ026       |

#### 企画アルバム
| 発売日         | アルバム                                                                                             | レーベル                    | 規格     | 規格品番          | 備考                         |
| -------------- | --- | --------------------------- | -------- | ----------------- | ---------------------------- |
| 1993年11月5日  | イミテーション・ゴールド カバーアルバム                                                              | メルダック                  | CD       | MECA-30013        |                              |
| 1996年6月26日  | イミテーション・ゴールド カバーアルバム                                                              | メルダック                  | CD       | MECQ-15009        |                              |
| 1993年12月29日 | 少年歳時記                                                                                           | SUPER FUJI                  | CDブック | FJSP459           |                              |
| 2022年7月06日  | 少年歳時記                                                                                           | SUPER FUJI                  | CDブック | FJSP459           |                              |
| 2004年2月25日  | あがた森魚BOX 既発3枚をセットにしたもの - 乙女の儚夢 - 噫無情（レ・ミゼラブル） - 僕は天使ぢゃないよ | Bellwood Records            | CD       | BZCS-9001         |                              |
| 2012年5月9日   | 女と男のいる舗道 カバーアルバム                                                                      | Vivid Sound Qpola Purple Hz | CD       | VSCD-3389 QPHZ003 |                              |
| 2012年11月30日 | コドモアルバム                                                                                       | Vivid Sound                 | CD       | VSCD-3386         | あがた森魚と山崎優子名義     |
| 2017年4月26日  | べいびぃろん                                                                                         | Bellwood Records            | CD       | KICS 3484         | あがた森魚＆はちみつぱい名義 |

#### ライブ・アルバム
| 発売日         | アルバム | レーベル     | 規格 | 規格品番   |
| -------------- | --- | ------------ | ---- | ---------- |
| 1990年12月21日 | プラネッツ・アーベント 1. 摩天楼に眠る児 2. 風の光る朝 3. 砂丘 4. 水晶になりたい 5. 雪割草と青い麦藁 6. いとしの第六惑星 7. ウインター・バスストップ 8. REINCARNATION 9. 大寒町 10. BE MY BABY | VIVID SOUND  | CD   | CHOPD-018  |
| 1996年9月25日  | あがた森魚のラジオ・ショウ 1. も・え・て・い・る・の・さ（Short ver.） 2. トリカゴの街 3. 永遠の遠国のうた 4. 霧のステーション・デパート 5. パール・デコレーションの庭 6. スターカッスル星の夜の爆発 7. 百合コレクション 8. も・え・て・い・る・の・さ（Long ver.） 9. キットキット!!遠く遠く!! 10. 禁区 11. その帰り道 | TDKコア      | CD   | TDCT-1147  |
| 2007年9月25日  | 永遠の遠国 at 渋谷ジァン・ジァン 1978年11月7日渋谷ジァン・ジァンでのライブ Disc1 1. 金魚鉢の中のハムレット（Inst.） 2. 金魚鉢の中のハムレット 3. ひとさらいの唄 4. マドンナK 5. 太陽がいっぱいのテーマ ～ サルビアの花 6. ズンドコ節 7. 夜は静か 通り静か 8. 小さな喫茶店 9. 誰もぼくの絵を描けないだろう Disc2 1. 淋しいエスキモウの様に 2. 春の嵐の夜の手品師 3. 赤色エレジー 4. 朗読（森鴎外著「雁」より） ～ 雨 ～ せいくらべ 5. いとしの第六惑星 6. 永遠の遠国のうた 7. つめたく冷やして 8. 清怨夜曲（アンコール） | マスクラット | CD   | RATCD-4372 |
| 2009年10月10日 | あがた森魚とZipang Boyz號の一夜 2009年2月22日東京九段会館でのライブ Disc1 1. メスカル 2. 淋しいエスキモウの様に 3. 僕は天使ぢゃないよ 4. 手品のわるつ 5. つむじ風 6. るるもっぺ 7. 二十四時間の瞳 8. 空飛ぶ理科教室 9. リラのホテル 10. 夢みるスクールディ 11. つめたく冷して Disc2 1. サブマリン 2. ノオチラス艦長ネモ 3. パールデコレーションの庭 4. デパートメントストア 5. 1970ハネディアン 6. 星のふる郷 7. 月曜日のK 8. 最后のダンス・ステップ 9. 清怨夜曲 10. 君はハートのクィーンだよ Disc3 1. 赤色エレジー 2. 骨 3. たそがれる海の城 4. 佐藤敬子先生はザンコクな人ですけど 5. 大道芸人 6. 大寒町 | SUPER FUJI   | CD   | FJSP78     |
| 2013年7月23日  | 『女と男のいる舗道』あがた森魚デビュー40周年記念コンサート 2012年5月12日日比谷公会堂でのライブ Disc1 1. キューポラ・ノアールの街 2. 俺の知らない内田裕也は俺の知ってる宇宙の夕焼け 3. 死ぬほど愛して 4. 日曜はダメよ 5. 愛しのレティシア 6. 女と男のいる舗道 7. カーニバルの朝 8. いとしの第六惑星 Disc2 1. 誰が悲しみのバンドネオン(UNO) 2. 夜のレクエルド 3. 清怨夜曲 4. 沢尻エリカぶるぅ。 5. 蒲田行進曲 6. 永遠のマドンナK 7. 星のふる郷 8. 上海リル 9. はいからはくち 10. 小さな喫茶店 11. 月曜日のK 12. 最后のダンス・ステップ 13. リラのホテル 14. ウェディングソング Disc3 1. 煙草路地 2. 冬のサナトリウム 3. 赤色エレジー 4. 海底二万哩パレード 5. 星に願いを 6. 佐藤敬子先生はザンコクな人ですけど 7. サブマリン 8. 大道芸人 9. 大寒町 10. エンディング | VIVID SOUND  | CD   | VSCD-3476  |
| 2022年3月23日  | あがた森魚 Show Time 1. MC 2. 星のふる郷～たなばたさま～赤色エレジー 3. 沙漠典ボリボリ 4. 溺れろ伊達野郎 5. MC 6. 夏の微笑 7. 太陽がいっぱい 8. 雪幻燈 9. モンテカルロ珈琲店（小さな喫茶店） 10. 永遠のマドンナK 11. 最后のダンスステップ（昭和柔侠伝の唄） 12. Plein Soleil 13. サルビアの花 14. MC 15. ふもれすく 16. MC 17. はいからはくち 18. つめたく冷して 19. 僕は泣いちっち 20. 一寸そこまで 21. 蒲田行進曲 22. 君のことすきなんだ 23. 大寒町 24. 上映アナウンス～MC 25. はいからはくち（アンコール） | SUPER FUJI   | CD   | FJSP452    |
| 2022年7月6日   | プラネッツ・アーベント -コンプリート・エディション- その全長版マスター・テープ(録音ミックス:藤井暁)が発見され、完全収録版が発売。 1980年代半ばから定期的に開催された池袋サンシャイン・プラネタリウムでのスペシャル・ライブ「プラネッツ・アーベント」。 1989年12月の録音で、その特別なステージの気配までをも記録したものである。 Disc1 1. 摩天楼に眠る児（5:13） 2. 風の光る朝（5:47） 3. -MC-（0:39） 4. 砂丘（6:14） 5. 水晶になりたい（6:19） 6. -MC-（1:16） 7. 雪割草と青い麦藁（7:01） 8. いとしの第六惑星（9:20） Disc2 1. モンテカルロ珈琲店 (小さな喫茶店)（3:47） 2. 誰が悲しみのバンドネオン（5:42） 3. ウインター・バスストップ（4:37） 4. REINCARNATION（8:34） 5. 大寒町（9:33） 6. -MEMBERS INTRODUCTION-（1:00） 7. BE MY BABY（8:08）             | SUPER FUJI   | CD   | FJSP460    |

オムニバス・アルバム
- 自然と文化の72時間 1971年全日本フォークジャンボリー実況盤（1971年10月10日、キングレコード、KR-7018～9）-「赤色エレジー」収録。
- 出逢いの記録・その燃焼 ～71年 全日本フォークジャンボリー～（1976年、Bellwood Records – OFM-11）-「赤色エレジー」収録。
- 第3回全日本フォークジャンボリー'71（1989年7月25日、URC – H35K25011～12）-「赤色エレジー」収録。
- 1971年全日本フォークジャンボリー2（2004年9月29日、ベルウッドレコード、BZCS-9050）-「赤色エレジー」収録。
- 春一番コンサート・ライブ！ vol.1/2 （1972年8月5日、ベルウッドレコード）「冬のサナトリウム～サルビアの花」「へいの上で」収録。[20]

#### ベスト・アルバム
| 発売日         | アルバム | レーベル                 | 規格 | 規格品番  |
| -------------- | --- | ------------------------ | ---- | --------- |
| 1974年12月18日 | あがた森魚ベスト20 A面 1. 赤色エレジー 2. 清怨夜曲 3. 君は♡のQueenだよ 4. 乙女の儚夢 5. 曲馬団小屋 6. 電気ブラン 7. 女の友情 8. 大道芸人 9. 冬のサナトリウム 10. 街の君 B面 1. 永遠のマドンナK 2. キネマ館に雨が降る 3. 組曲 噫無情 4. 星のふる郷 5. 上海リル 6. はいからくち 7. モンテカルロの珈琲店 8. 月曜日のK 9. 昭和柔侠伝の唄 10. 大寒町 | Bellwood Records         | LP   | SSS-11    |
| 2001年5月23日  | あがた森魚ベスト20 A面 1. 赤色エレジー 2. 清怨夜曲 3. 君は♡のQueenだよ 4. 乙女の儚夢 5. 曲馬団小屋 6. 電気ブラン 7. 女の友情 8. 大道芸人 9. 冬のサナトリウム 10. 街の君 B面 1. 永遠のマドンナK 2. キネマ館に雨が降る 3. 組曲 噫無情 4. 星のふる郷 5. 上海リル 6. はいからくち 7. モンテカルロの珈琲店 8. 月曜日のK 9. 昭和柔侠伝の唄 10. 大寒町 | ユニバーサルミュージック | CD   | UMCK-1027 |
| 1982年12月21日 | アーリーあがた森魚＆はちみつぱい A面：あがた森魚 1. 赤色エレジー 2. 冬のサナトリウム 3. 清怨夜曲 4. 星のふる郷 5. 最後のダンス・ステップ（昭和柔侠伝の唄） 6. 大寒町 B面：はちみつぱい 1. 塀の上で 2. 土手の向こうに 3. 釣り糸 4. 夜は静か通り静か 5. センチメンタル通り | キングレコード           | LP   | K20A-372  |
| 2001年5月23日  | 二十世紀漂流記 1. MEZCAL (はじめに歌ありて) (ボーナス・トラック-新曲-) （4:59） 2. 赤色エレジー（4:05） 3. 君はハートのクイーンだよ（4:57） 4. 大寒町（4:33） 5. 最后のダンスステップ（3:13） 6. リラのホテル（2:35） 7. いとしの第六惑星（11:03） 8. 春の嵐の夜の手品師（5:01） 9. 水晶になりたい（4:30） 10. 百合コレクション（4:10） 11. パール・デコレーションの庭（4:44） 12. 夜のレクエルド（3:10） 13. キットキット!!遠く遠く!!（5:07） 14. 1970ハネディアン（5:42） 15. 港のロキシー（4:15） | KITTY                    | CD   | UMCK-1027 |
| 2004年6月1日   | 星繁き牢獄の提督たちへ 1. オー・ド・ヴィ～ending～ 2. 太陽コロゲテ46億年 3. 珊瑚魔術師の弟子 4. Song Cycling 5. シャドウレス・ア・ポカリプス 6. 太陽のラルティーク 7. 河童 8. 碧緑サルガッソウ 9. ラム酒の大楽隊 10. 空飛ぶ理科教室 11. 二十四時間の瞳 12. 準三郎幻想 13. ノオチラス艦長ネモ 14. 喧嘩の後でアルファベット | MORIBレコード            | CD   | MORIB-1   |
| 2012年11月7日  | 大航海40年史 Disc1 1. コドモアルバム（6:00） 2. 俺の知らない内田裕也は俺の知ってる宇宙の夕焼け（6:39） 3. 沢尻エリカぶるぅ。（4:49） 4. キューポラ・ノアールの街（5:18） 5. るるもっぺべいぶるう（5:49） 6. 佐藤敬子先生はザンコクな人ですけど（5:59） 7. 風立ちぬ（6:15） 8. 太陽コロゲテ46億年（6:35） 9. たそがれる海の城（7:20） 10. キットキット!!遠く遠く!!（5:06） 11. 月食（11:00） Disc2 1. 誰が悲しみのバンドネオン（5:31） 2. パール・デコレーションの庭（4:44） 3. 骨（6:19） 4. いとしの第六惑星（11:04） 5. 春の嵐の夜の手品師（5:03） 6. 百合コレクション（4:10） 7. 星空サイクリング（3:33） 8. 僕は天使ぢゃないよ（4:54） 9. 星のふる郷（5:48） 10. 最后のダンス・ステップ(昭和柔侠伝の唄)（3:14） 11. 大寒町（4:33） 12. 清怨夜曲（6:07） 13. 大道芸人（3:59） 14. 赤色エレジー (Single ver.)（4:04） | ユニバーサルミュージック | CD   | UPCY-6673 |
| 2013年6月19日  | アウスランド･アム･エヴァイト･レイルロード 1. 天然色（遥か地の星離れ） 2. アウスランド・アム・エヴァイト 3. デイジィ（ミス・ウオルト・デイジィ） 4. 予告編大会 5. モンターギュ家最后の日 6. 金魚鉢の中で踊るハムレット・フィッシュ・ツイスト 7. 天然色（いとしの第六惑星） 8. エイプリル・オフィーリア・ツナイト 9. 天然色予報 10. 春の嵐の夜の手品師 11. 永遠の遠国の歌 12. アウスランド・アム・エヴァイト（グーテン・ナハト...） | SUPER FUJI               | CD   | FJSP-211  |
| 2013年9月25日  | おみやげセット 2001～2005 1. オー・ド・ヴィオープニングテーマ 2. 喧嘩のあとでALPHABET 3. 港のロキシー 4. たそがれる海の城 5. 「函館ムービィBox-ing」 ending theme(chorus ver.) 6. 「自転少年」Bandoneon#1 7. 「函館ムービィBox-ing」 ending theme(solo ver.) 8. 香ル港 9. Love and Drops 10. スターカッスル星の夜の爆発 ～いとしの第六惑星 | SUPER FUJI               | CD   | FJSP-218  |
| 2013年12月25日 | シングル/コンピレーション収録集 Disc1 1. ハートのクイーン 2. トーキー街の少女「街の君」 3. 函館ハーバーセンチメント 4. 山田長政 5. アカシアの雨がやむとき 6. 花嫁人形 7. Be My Baby 8. ジュリエッタの夏 9. ブエノス・アイレスの冬休み 10. ホッホホーイのうた 11. 僕の生まれた港 12. 太陽のラルティーグ 13. 続・日曜だってダメよ 14. キットキット!!遠く遠く!! 15. ハリスの旋風 Disc2 1. アウグスチヌスのお月さま 2. 革命晩餐会の夜 3. 摩天楼に眠る児 4. これが自由というものか 5. パレアコリントスの幻 6. 森の水車 7. 枯葉 8. ジョン・クック 9. 襟裳岬 10. 森の小人 11. バケルノ小学校校歌(バケルノ小学校ヒュードロ組) 12. 津軽海峡冬景色 | SUPER FUJI               | CD   | FJSP-220  |
| 2022年7月20日  | ボブ・ディランと玄米 ハイレゾで全曲リマスタリング、あがた史上最高音質。 Disc1 1. 赤色エレジー（4:08） 2. 君はハートのクイーンだよ（5:00） 3. 大道芸人（4:00） 4. 清怨夜曲（6:06） 5. 星のふる郷（5:49） 6. 元祖ラジヲ焼き（2:54） 7. 上海リル（1:38） 8. はいからはくち（1:16） 9. モンテカルロ珈琲店(小さな喫茶店)（1:54） 10. 最后のダンス・ステップ(昭和柔侠伝の唄)（2:25） 11. 大寒町（4:36） 12. 僕は天使ぢゃないよ（3:20） 13. 航海I（1:28） 14. リラのホテル（3:25） 15. 航海III（0:43） 16. つめたく冷して（2:54） 17. 最后の航海（6:35） 18. ノオチラス艦長ネモ（6:14） 19. サルビアの花（4:04） 20. 僕は泣いちっち（2:48） Disc2 1. いとしの第六惑星（11:07） 2. 春の嵐の夜の手品師（5:04） 3. スターカッスル星の夜の爆発（2:46） 4. 水晶になりたい（4:31） 5. エアプレイン（3:28） 6. サブマリン（5:17） 7. 星空サイクリング（3:33） 8. ロンリー・ローラー（4:14） 9. ウィンター・バスストップ（2:58） 10. 百合コレクション（4:10） 11. バンドネオンの豹（4:58） 12. 誰が悲しみのバンドネオン（5:33） 13. 夜のレクエルド(Recuerdo)（3:12） 14. パール・デコレーションの庭（4:47） 15. 骨（6:18） Disc3 1. 月食（11:04） 2. サイレント・イヴ（5:05） 3. マッチ工場とあじさい（4:15） 4. まぶたと胸とで憶えてる（4:16） 5. キットキット!!遠く遠く!!（5:03） 6. トリカゴの街（6:18） 7. 喧嘩のあとでALPHABET（6:13） 8. 港のロキシー（4:17） 9. 佐藤敬子先生はザンコクな人ですけど（6:00） 10. 億光年の岩で転げてる（5:21） 11. 風立ちぬ（6:15） 12. 太陽コロゲテ46億年（6:34） Disc4 1. 少年カリブ（6:16） 2. 矢車草の夢みたいなこと（5:05） 3. 弥勒（5:08） 4. 俺の知らない内田裕也は俺の知ってる宇宙の夕焼け（6:43） 5. るるもっぺべいぶるう（5:49） 6. 山椒魚が出てきた日（5:04） 7. のわあるわるつ（5:15） 8. 浦島64（5:28） 9. べいびぃらんどばびろん（6:29） 10. 百合をあげるペガサスに（3:40） 11. 太陽系というふる郷(あいわんだぁゆあわんだぁ)（4:43） 12. ろっけんろおどを行くよ（5:09） 13. 宙返りして校庭で（3:48） 14. 不思議な乗り物だね二人で乗っている（3:02） | Bridge                   | CD   | BRIDGE350 |
| 2022年7月20日  | ボブ・ディランと玄米少々 A面 1. 太陽系というふる郷 2. にげるんだ有楽町 3. 百合をあげるペガサスに 4. 赤色エレジー (Live ver. 1971年中津川フォークジャンボリー) 5. 赤色エレジー (Single ver.) B面 1. バンドネオンの豹 2. 月食 3. 山羊のミルクは獣くさいオイラの願いは照れくさい | Bridge                   | LP   | BRIDGE357 |

### サウンドトラック
- 僕は天使ぢゃないよ（1975年12月5日・大滝詠一との連名）
- オートバイ少女（1994年8月1日）
- 港のロキシー（1999年10月22日）
- オー・ド・ヴィ（2003年2月15日）

## 映像ソフト
| 発売日        | タイトル                                                   | レーベル           | 規格 | 規格品番  |
| ------------- | ---------------------------------------------------------- | ------------------ | ---- | --------- |
| 2010年9月3日  | あがた森魚 ややデラックス                                  | トランスフォーマー | DVD  | TMSS-183  |
| 2010年9月3日  | あがた森魚とZIPANG BOYZ號の一夜 惑星漂流60周in東京         | トランスフォーマー | DVD  | TMSS-184  |
| 2013年7月31日 | 『女と男のいる舗道』あがた森魚デビュー40周年記念コンサート | VIVID SOUND        | DVD  | VSDV-3479 |

## 監督作品
- 僕は天使ぢゃないよ（1974年）製作・脚本・監督・主演・音楽
- 夕紅の巡礼 （1978年）監督　※3分の短編映画
- オートバイ少女（1994年）監督・脚本・制作
- 港のロキシー（1999年）監督・脚本・音楽

## 映画出演
- 女番長（スケバン）ゲリラ（1972年8月12日） - あがた森男 役
- 鴎よ、きらめく海を見たか めぐり逢い（1975年7月12日） - 若者 役
- 僕は天使ぢゃないよ（1977年5月15日）
- 夢みるように眠りたい（1986年5月18日） - 老手品師B 役
- つぐみ（1990年10月20日） - 主人公まりあの父親 役
- 裸足のピクニック（1993年10月30日） - バイカー 役
- エレファントソング（1994年10月15日） - 管理人 役
- オートバイ少女（1994年8月13日） - 父 役
- 無頼平野（1995年5月29日） - カジノ座の指揮者 役
- 失楽園（1997年5月10日） - 横山 役
- HOBOS Winds will blow soon（1997年5月17日） - アキ 役
- ボディドロップアスファルト（2000年7月9日） - 若松 役
- 命（2002年9月14日） - 初詣の男 役
- Jam Films「けん玉」（2002年12月28日） - 社長 役
- オー・ド・ヴィ（2003年2月15日） - ヤブ医者 役
- 天国の本屋〜恋火（2004年6月5日） - 長瀬郁朗 役
- 美式天然（2006年9月16日） - 置き薬屋 役
- 世界はときどき美しい（2007年3月31日）
- 人のセックスを笑うな（2008年1月19日） - 猪熊さん 役
- ノーボーイズ,ノークライ（2009年8月22日）
- あがた森魚　やや　デラックス（2009年10月10日）
- 黄金花〜秘すれば花、死すれば蝶〜（2009年11月21日）
- 海炭市叙景（2010年12月18日） - マスター 役
- マイ・バック・ページ（2011年5月28日） - 飯島 役
- しあわせのパン（2012年1月28日） - 阿部さん 役
- カミハテ商店（2012年11月10日） - 運転手 役
- 映画 妖怪人間ベム（2012年12月15日） - 緒方浩靖 役
- ジャッジ!（2014年1月11日） - エースコックの宣伝室長 役
- そこのみにて光輝く（2014年4月19日）
- くらげとあの娘（2014年8月9日） - 遠藤（水族館館長） 役
- シュトルム・ウント・ドランクッ（2014年8月16日） - 甘粕正彦 役
- 映画 ビリギャル（2015年5月1日、東宝） - 峰岸誠 役
- 函館珈琲（2016年9月24日） - マスター 役 [21][22]
- 嵐電（2019年5月24日）
- PERFECT DAYS（2023年12月22日、ビターズ・エンド） - バーの常連客 役[23]

## 出演

### テレビドラマ
- ドラマ人間模様「夢千代日記」3部作（1981年 - 1984年、NHK） - 安藤（通称：アンちゃん） 役
- 深夜食堂 第5話（2009年11月6日、TBS） - 「バターライス」流しのゴロー 役
- 連続テレビ小説「ウェルかめ」（2009年 - 2010年、NHK） - 清州四朗 役
- 秘密 第6話（2010年11月19日、テレビ朝日） - ラーメン店主 役
- 妖怪人間ベム（2011年10月 - 12月、日本テレビ） - 緒方浩靖 役
- 車イスで僕は空を飛ぶ（2012年8月25日、日本テレビ） - 観光客 役
- 今日の日はさようなら（2013年8月24日、日本テレビ） - 呼吸さん 役
- 実験刑事トトリ2（2013年10月26日、NHK総合） - モデル 役
- 臨床犯罪学者 火村英生の推理 第10話（2016年3月20日、日本テレビ） - ハイキング夫婦 役
- 闇の伴走者〜編集長の条件 第2話・最終話（2018年4月7日・28日、WOWOW） - 山下 役[24]
- ミステリースペシャル「満願」（2018年8月16日、NHK総合） - 弁護士 役

### ナレーション
- ファンタスマゴリア
- 夜は胸きゅん（2007年3月27日 - 2008年3月18日、NHK総合・NHK BS2）
- 水曜ノンフィクション（TBS）
- NNNドキュメント'14「陽炎 えん罪被害の闇」（2014年7月13日、日本テレビ）
- 北海道道「“死刑囚作家”永山則夫のアバシリ」（2024年2月2日、NHK北海道）

### インターネット配信
- First Love 初恋（2022年11月24日、Netflix） - 並木道朗 役[25]

## 著書
- あがた森魚『ひとりぐらし』青春出版社、1976年1月1日。ISBN 978-2072003820。 NCID BC11345964。 エッセイ集
- あがた森魚『モリオ・アガタ 1972～1989』エディション・カイエ、1989年7月1日。ISBN 978-4795255555。 NCID BA51056367。 詩集
- あがた森魚『菫礼礼(スミレレ)少年主義宣言』新宿書房、1990年4月1日。ISBN 978-4880081342。 NCID BN07808997。 エッセイ集
- あがた森魚『獲物の分け前』白水社、1992年11月1日。ISBN 978-4560042939。 エッセイ集
- あがた森魚『菫礼礼(スミレレ)少年主義宣言』新宿書房、1990年4月1日。ISBN 978-4880081342。 NCID BN07808997。 エッセイ集
- あがた森魚、今村守之『愛は愛とて何になる』小学館、2022年9月1日。ISBN 978-4093888806。 NCID BC18824262。 自伝

## 関連ミュージシャン
- ヴァージンVS
- 雷蔵
- 架空楽団
- 大瀧詠一
- 細野晴臣
- 久保田麻琴
- 大山潤子
- かしぶち哲郎
- 斉藤哲夫
- 鈴木慶一
- 鈴木博文
- ちあきなおみ
- 武川雅寛
- 西岡恭蔵
- 駒沢裕城
- はちみつぱい
- 早川義夫
- 矢野顕子
- 窪田晴男
- 小田嶋忠宏
- 吉井和哉
- るり
- 青木慶則
- 平田耕治